# Этот безумный круиз
Этот безумный круиз (англ. One Crazy Cruise) — американский телевизионный фильм канала Nickelodeon. Премьера фильма состоялась 19 июня 2015 года в США, а в России 18 сентября 2015 года.

## Сюжет
Фильм повествует о двух семьях, которые отправляются в круиз, чтобы провести время вместе, и это путешествие оборачивается безумным приключением. После одной сумасшедшей ночи, их отдых превращается в настоящий кошмар. В одно прекрасное утро дети просыпаются и понимают, что совершенно ничего не помнят о прошедшем вечере. Это поездка на море с приключениями, которые ребята никогда не забудут!

## Роли
- Кира Косарин — Элли Дженсен-Бауэр
- Рио Манджини — Камерон Дженсен-Бауэр
- Бенжамин Флорес мл. — Нейт Дженсен-Бауэр
- Сидни Парк — Пайпер Дженсен-Бауэр
- Кен Тремблетт — Райан Дженсен
- Карен Холнесс — София Бауэр
- Патришия Дрейк — Хосс
- Бёркли Даффилд — официант
- Седона Джеймс — Мелина
- Барклай Хоуп — Мистер Брэгг
- Деян Лойола — помощник официанта
- Форбс Энгус — Шведский шеф
- Коди Симпсон — играет самого себя